# Epioblasma florentina ssp. florentina
Epioblasma florentina ssp. florentina је шкољка из реда Unionoida и фамилије Unionidae. 

## Угроженост
Ова врста је изумрла, што значи да нису познати живи примерци.

## Распрострањење
Ареал врсте је био ограничен на једну државу. 
Сједињене Америчке Државе су биле једино познато природно станиште врсте.

## Станиште
Раније станиште врсте је било слатководна подручја. 